# Contos Populares do Brasil
Contos Populares do Brasil é uma colectânea de contos e lendas tradicionais do Brasil, da autoria de Sílvio Romero (na grafia coeva Sylvio Romero), publicada pela primeira vez em Lisboa em 1885, mas com múltiplas edições posteriores. A obra foi muito influente na divulgação do contos populares lusófonos, tendo inspirado múltiplas obras posteriores em português e noutras línguas. Serviu de base à obra de Elsie Spicer Eells sobre os contos tradicionais do Brasil que os introduziu no mundo de língua inglesa.

## Protesto
Romero escreveu um protesto, denominado “Uma Esperteza: os cantos e contos populares do Brasil e o Sr. Theophilo Braga”,  mediante o fato de a 1ª edição de Contos Populares do Brasil, publicada em Portugal, ter apresentado o que o autor considerou como irregularidades, no tocante às modificações feitas por Teófilo Braga, o qual acrescentou ao livro contos atribuídos a coletâneas de outros autores.

## Estrutura
Na introdução, em 1885, são citados os irmãos Grimm, os italianos Comparetti e d’Ancona, além de Couto de Magalhães, que incluíra contos populares em seu livro O selvagem, de 1876 (BRANDÃO, 1995, p. 28, in VOLOBUEF,…). Romero, porém, ambienta seus contos de forma a adaptá-los ao espaço geográfico brasileiro, em contraposição ao estilo europeu, utilizando o Naturalismo no lugar do Romantismo, já engajados com a definição do folclore como objeto sujeito a um estudo mais científico.
Romero divide os contos em 3 tópicos principais: Contos de Origem Européia, Contos de origem Indígena e Contos de Origem Africana e Mestiça.
Os Contos de Origem Européia vieram na grande maioria da tradição portuguesa, e há análogos seus nas coleções daquele país. Muitos, ao serem trazidos para o Brasil, foram transformados pela população, adaptando-se a situações diversas e inusitadas, tirando seus próprios recursos da cultura popular brasileira.
Os Contos de Origem Indígena, nem todos foram incorporados pela população, mas “alguns têm seus paradigmas originais entre os colhidos por Couto de Magalhães e publicados no seu livro “O Selvagem”". Entre os mais conhecidos estão aqueles sobre o jabuti, a onça e a raposa (a “micura” dos tupis).
Os Contos de Origem Africana já se acham entrelaçados com as modificações mestiças. Muitos têm análogos nas tradições portuguesas. Um exemplo é o conto “O Macaco e o Rabo”, que entre os “Contos Populares Portugueses”, de Adolfo Coelho, versa com o título “O Rabo do Gato”.

## Contos de Origem Europeia
| - O Bicho Manjaléu - Os Três Coroados - O Rei Andrada - O Pinto Pelado - Uma das de Pedro Malas-Artes - O Sargento Verde - A Princesa Roubadeira - O Pássaro Preto - Dona Labismina - A Raposinha - O Homem Pequeno - Dona Pinta - O Príncipe Cornudo - A Moura Torta - Maria Borralheira - A Madrasta - O Papagaio do Limo Verde - João Gurumete - Manuel da Bengala - Chico Ramela - A Sapa Casada - Cova da Linda Flor - João Mais Maria - A Proteção do Diabo - A Fonte das Três Comadres | - O Pássaro Sonoro - Barceloz - Três Comedores - A Rainha que Saiu do Mar - A Mãe Falsa ao Filho - História de João - O Sarjatário - Três Irmãos - A Formiga e a Neve - O Matuto João - O Irmão Caçula - A Mulher e a Filha Bonita - O Careca - A Cumbuca de Ouro e os Marimbondos - A Mãe d’Água - O Preguiçoso - A Mulher Dengosa - A Lebre Encantada - O Pescador - O Cágado e a Festa no Céu - Os Três Moços - A Raposa e o Tucano - O Padre sem Cuidados - Os Três Conselhos - O Príncipe Cornudo (2ª versão) - O Rei Caçador |

## Contos de Origem Indígena
| - O Cágado e a Fruta - O Cágado e o Teiú - O Cágado e o Jacaré - O Jabuti e a Raposa - O Cágado e a Fonte - A Onça e o Bode - O Veado e a Onça - A Onça, o Veado e o Macaco - O Macaco e a Cotia - O Urubu e o Sapo - Amiga Raposa e Amigo Corvo | - Amiga Folhagem - A Raposa e a Onça - O Jabuti e a Raposa (2ª versão) - O Jabuti e o Homem - O Jabuti e o Caipora - A Raposa e o Homem - O Jabuti e a Onça - O Veado e o Sapo - O Jabuti e o Velho - A Onça e o Coelho |

## Contos de Origem Africana e Mestiça
Predefinição:Multicolor
- O Macaco e o Moleque de Cera
- O Macaco e o Rabo
- O macaco e o Rabo (a versão)
- A Onça e o Boi
- A Onça e o Gato
- O Macaco e a Cabaça
- O Macaco e o Coelho
- O Doutor Botelho

Predefinição:Multicolor-break
- Melancia e Coco Mole
- O Caboclo Namorado
- O Macaco e o Aluá
- O Velho e o Tesouro do Rei
- O Homem que Quis Laçar Deus
- O Homem Tolo
- A Mulher Gaiteira
- O Negro Pachola
- Como a Noite Apareceu
- História do guaraná

Predefinição:Multicor-send

## Edições principais
- 1885 – Lisboa: Nova Livraria Internacional, 235 p. Edição feita em Lisboa a pedido do livreiro Sr. Carrilho Videira, sob a direção do escritor português Teófilo Braga.
- 1897 – Rio de Janeiro: Livraria Clássica, 197 p. Primeira edição produzida no Brasil, modificada, com exclusão de alguns contos, os quais haviam sido coligidos por Couto de Magalhães.
- 1907 – Rio de Janeiro: Livraria Francisco Alves
- 1954 – Rio de Janeiro: Livraria José Olympio Editora, 441 p. Com anotação de Câmara Cascudo, e ilustrações de Tomás Santa Rosa.
- 1985 – Belo Horizonte: Itatiaia, 196 p.
- 2000 – São Paulo: Landy Editora, 363 p. ISBN 85-87731-14-9
- 2002 – São Paulo: Landy Editora, 363 p.
- 2003 – São paulo: Landy Editora, 363 p.
- 2006 – São Paulo: Landy Editora, 363 p.
- 2007 – São Paulo: Martins Fontes, 225 p.
- 2008 – São Paulo: Landy Editora, 248 p.
- 2010 – São Paulo: Landy Editora, 246 p.